# St. Petrus, Paulus und Ursula (Naundorf)

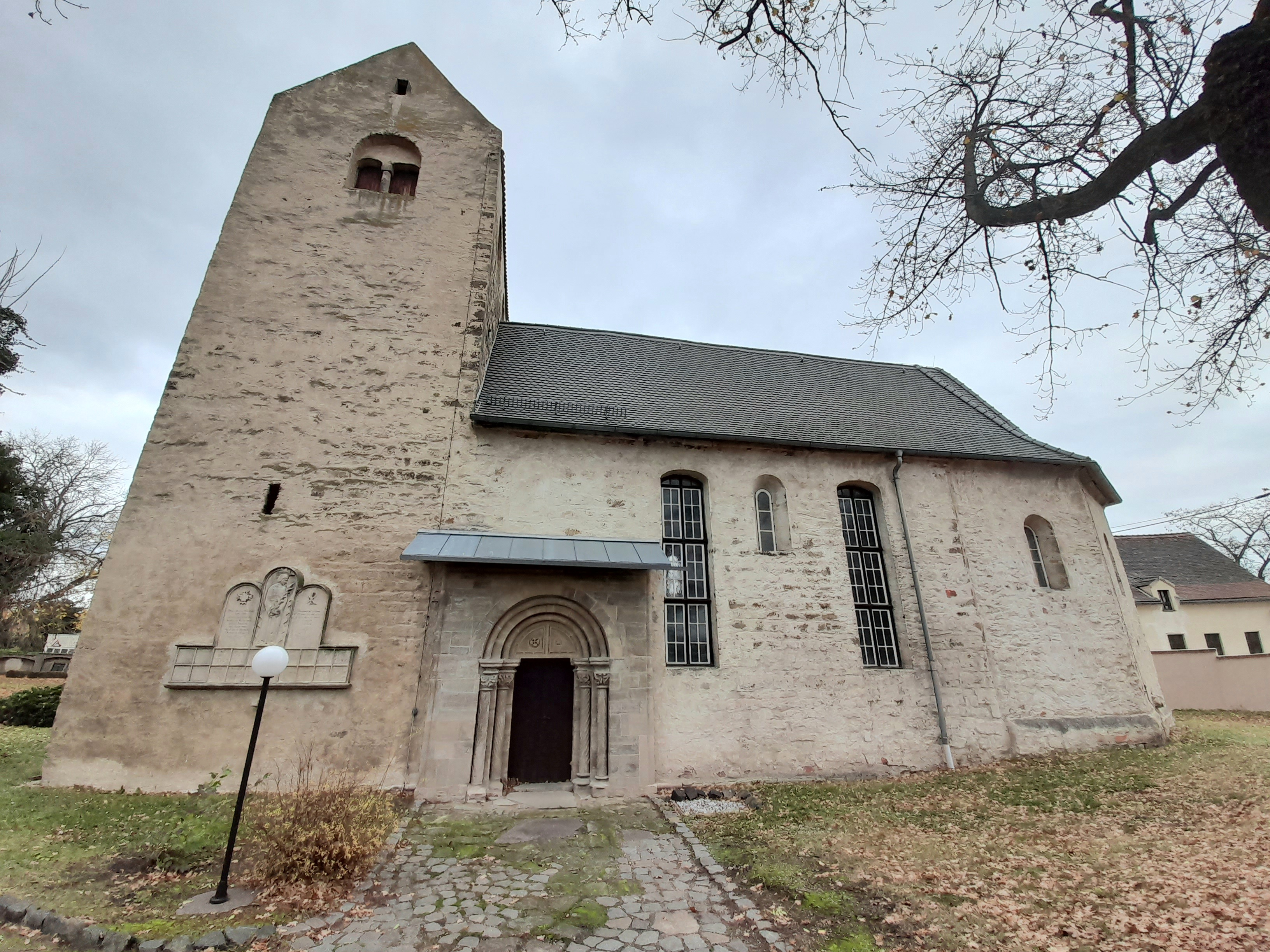
Ansicht von Süden

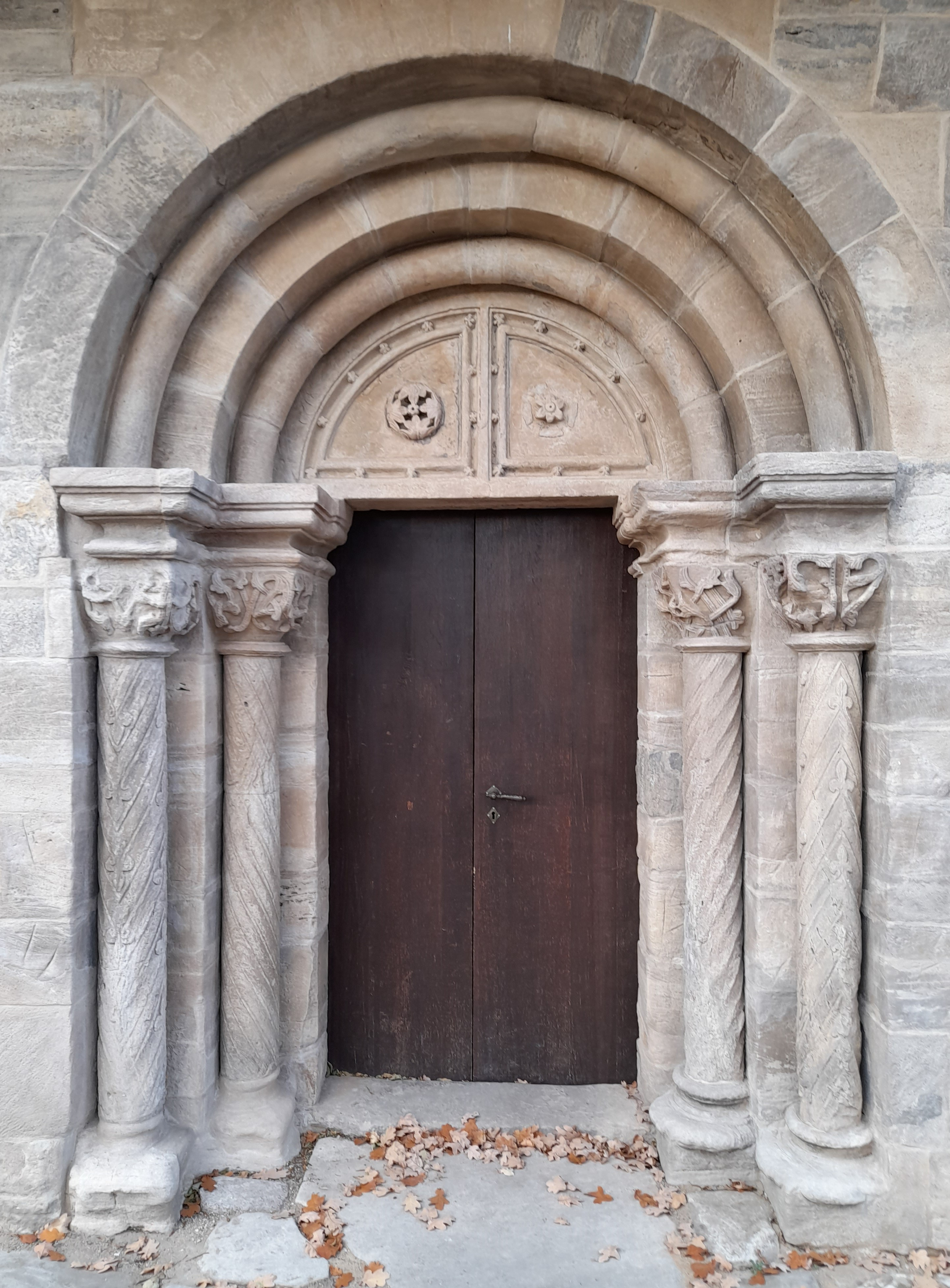
Romanisches Südportal

St. Petrus, Paulus und Ursula ist die evangelische Kirche von Naundorf, einem Ortsteil von Dölbau in der Einheitsgemeinde Kabelsketal in Sachsen-Anhalt. Im örtlichen Denkmalverzeichnis ist sie unter der Erfassungsnummer 094 55064 als Baudenkmal verzeichnet. Sie gehört zum Pfarrbereich Dieskau im Kirchenkreis Halle-Saalkreis der Evangelischen Kirche in Mitteldeutschland.

## Geschichte und Architektur
Die den drei Heiligen Petrus, Paulus und Ursula geweihte Kirche ist ein spätromanischer Bau aus dem frühen 13. Jahrhundert, wahrscheinlich zwischen 1210 und 1220 entstanden. Der Ursprungsbau ist am Westquerturm mit seinen romanischen, als Biforien gestalteten Schallarkaden, den Würfelkapitellen sowie an den kleinen rundbogigen Fenstern erkennbar. Am Quersatteldach des Turms findet man noch das ursprüngliche Giebelkreuz. 
Das Kirchenschiff ist gleichzeitig mit dem Turm entstanden. Außen hat sich romanisches Traufgesims, an den östlichen Ecken Kantensäulchen mit Kelchblockkapitellen erhalten. An der Nordseite des Schiffs findet man neben den hohen barocken Fenstern noch zwei kleine, hoch liegende bauzeitliche Fensteröffnungen, auf der Südseite nur noch eine. 
Besonders erwähnenswert ist das qualitätvolle zweistufige Säulenportal aus Sandstein an der Südseite des Schiffs, für eine Dorfkirche ein außergewöhnlicher Schmuck. Es zeichnet sich durch skulptierte Säulenschäfte, Blattkapitelle und einem zweigeteilten Tympanon mit Rosetten aus. Aufgrund dieser Portalornamentik wird vermutet, dass die Dorfkirche von den Bauhandwerkern des Petersberger Augustinerklosters errichtet wurde. 
Nach 1400 erfolgten Umbauten, ein spätgotischer Chor wurde angebaut. Seine Besonderheit sind die rundbogigen Fenster, die erkennen lassen, dass diese aus der romanischen Bauzeit stammen und wieder verwendet wurden.
Im 19. Jahrhundert fügte man in die Westseite des Turms ein zweites Portal ein. Der hinter diesem Portal liegende Raum wurde als Leichenhalle genutzt. 
Ebenfalls an der Südfassade der Kirche, links neben dem Portal, befindet sich ein bemerkenswert gut gearbeitetes Denkmal in Form einer in mehrere Felder unterteilten Kalksteintafel für die im Ersten Weltkrieg Gefallenen der Dörfer Dölbau, Naundorf und Stennewitz. Die Tafel wurde in den Jahren 2019/2020 restauriert.

## Ausstattung
Der Innenraum mit seiner West- und Südempore hat eine beachtliche Höhe und wird von einer flachen Holzdecke überspannt. Eine Doppelarkade öffnet den Turm zum Schiff hin. Im 18. Jahrhundert wurden Chor und Schiff umgebaut, jedoch blieb der romanische Triumphbogen zwischen Schiff und Chor  erhalten. 
Ausgestattet ist der Kirchensaal weiterhin mit einer spätgotischen Sakramentsnische von 1504, einem Vortragekreuz in reicher barocker Ornamentik, wie auch einer Taufpiscina.
Nach 1945 wurden eine Empore und der Kanzelaltar entfernt. Aus dem geborgenen Material fertigte man eine neue Kanzel, die rechts im Chor steht und heute noch genutzt wird. Ein Blockaltar mit einstückiger Sandsteinplatte befindet sich zentral im Chorraum.
Die heutige Orgel wurde – vermutlich im Jahr 1855 – in der hallischen Orgelbauwerkstatt von August Ferdinand Wäldner gefertigt.
Im Turm befinden sich noch zwei Glocken, die kleinere stammt aus dem 13. Jahrhundert; die größere mit einer Inschrift wahrscheinlich aus der Zeit um 1500. Seit Weihnachten 2016 ist die kleine Glocke wieder funktionsfähig.

## Sonstiges
Im September 2015 wurde der „Förderkreis Romanisches Portal Kirche Naundorf“ gegründet. Er initiierte und unterstützte die Restaurierung des romanischen Kirchenportals, die im August 2018 mit der Anbringung eines Schutzdaches erfolgreich beendet wurde. Der Förderkreis soll weiter bestehen bleiben, um die Sanierung weiterer Objekte anzustoßen und zu begleiten.